# Catarhoe decolor
Catarhoe decolor är en fjärilsart som beskrevs av Leo Schwingenschuss 1939. Catarhoe decolor ingår i släktet Catarhoe och familjen mätare. Inga underarter finns listade i Catalogue of Life.